# Ahmad Koulamallah
Ahmad Koulamallah (11. februar 1912 – 5. september 1995) var regeringschef i Tchad fra 12. til 26. marts 1959.

## Eksternt link
- Africa Database Arkiveret 27. august 2006 hos  Wayback Machine